# Яковлев, Гирт Александрович
Гирт Александрович Яковлев (латыш. Ģirts Jakovļevs, род. 10 июля 1940) — советский и латвийский актёр театра и кино. Член КПСС с 1975 года. Народный артист Латвийской ССР (1983).

## Биография
Родился 10 июля 1940 года в Риге, в рабочей семье; был единственным ребёнком. Окончил 1-ю Рижскую среднюю школу (1958) и театральный факультет Латвийской государственной консерватории им. Я. Витола (1963). С 1960 года — актёр Латвийского академического театра драмы им. А. Упита.
Первая большая роль — Руже в пьесе Робера «Свидание» — была сыграна в 1966 году, с начала 1970-х он стал одним из самых задействованных актёров своего театра. Многоплановый мастер сценического перевоплощения. В сыгранном им репертуаре герои наиболее значимых пьес мировой классики и современной драматургии перекликаются с персонажами лёгких постановок.
Много снимался в кино на разных киностудиях страны.
Лауреат премии Ленинского комсомола Латвии (1972)  и VI Всесоюзного кинофестиваля 1973 года в номинации «Вторая премия за актёрскую работу» за роль Якова Петерса в одноимённом фильме. 
Народный артист Латвийской ССР (1983). Руководил Обществом театральных работников Латвии (1987—1992). Обладатель национальной театральной премии Алфреда Амтманиса-Бриедитиса (1993).
В 1992 году режиссер Лайма Жургина сняла документальный фильм «Гирт» о Г. Яковлеве, в 2000 году вышла биографическая книга Гуны Зелтини «Vienā karuselī ar Ģirtu Jakovļevu», а в 2010 году – фильм-портрет, посвящённый актеру «Ar vēju matos» («С ветром в волосах»).
В 2002 году он был награждён орденом Трёх звёзд IV степени.

## Фильмография
- 1960 — Твоё счастье — Лаймонис Дзенис
- 1967 — Часы капитана Энрико — юноша, понимающий по-испански
- 1970 — Насыпь
- 1971 — В тени смерти — Янис Далда
- 1971 — Город под липами — Артур Балодис
- 1971 — Прощание с Петербургом — Иоганн Штраус
- 1971 — Последний рейс «Альбатроса» — Альфред Крюгер
- 1972 — Вашингтонский корреспондент — Марк Честер
- 1972 — Петерс — Яков Петерс
- 1973 — Прикосновение — Роберт Гулбис
- 1974 — Вей, ветерок! — Улдис
- 1974 — Нападение на тайную полицию — Адольф Карлсон
- 1974 — Не бойся, не отдам! — Армин Декснис
- 1974 — Первое лето — Максис
- 1976 — Смерть под парусом — Кристофер Терент
- 1976 — В тени меча — Якубовский
- 1976 — Соната над озером — Рич
- 1977 — Фронт за линией фронта — Цвюнше
- 1977 — Обмен — Витас Людкус
- 1978 — Открытая страна — Герман Германович
- 1978 — Опасный путь — Витя
- 1979 — Время выбрало нас — обер-лейтенант Конрад Ольце
- 1979 — За стеклянной дверью — директор института
- 1980 — Лючия ди Ламмермур — Норманн
- 1980 — Служа Отечеству — Александр Бернс
- 1980 — Три дня на размышление — генерал милиции
- 1981 — Долгая дорога в дюнах — Сарма
- 1981 — Помнить или забыть — Николай Янсон
- 1981 — Синдикат-2 — Роман Александрович Пиляр
- 1982 — Мать Мария — Гастон
- 1982 — Личная жизнь Деда Мороза — Микелис
- 1983 — За синими ночами — Вишневский
- 1983 — Погода на август — Нормунд Норис
- 1983 — Полёт через Атлантический океан — французский лётчик
- 1983 — Оборотень Том — Моди
- 1984 — Государственная граница. Фильм 4: «Красный песок» — Артур Христианович Артузов
- 1984 — Когда сдают тормоза — Штейнбергс
- 1985 — Победа — Стюарт
- 1985 — Двойной капкан — полковник КГБ Пумпур
- 1985 — Последняя индульгенция — капитан Ваболс
- 1986 — В заросшую канаву легко падать — Янис
- 1986 — Гонка века — Родней Холуорт
- 1991 — В петле — Виктор Нарковскис
- 1991 — Депрессия — Роман Рауса
- 1991 — Отдушина — Юрий Стрепетов
- 1992 — Дуплет — Виктор
- 1993 — Раскол — Леман
- 1996 — Анна
- 2000 — Билет до Риги — Мартыньш Чапиньш
- 2004 — Красная капелла — врач

- 2014 - Человек, который спас мир - генерал-полковник Вотинцев